# Дар життя
«Дар життя» — міжнародний благодійний фонд єпископату Української лютеранської церкви і благодійної організації «Думки про віру».
Діє в Україні від 1997 (від 1992 працює нинішній підрозділ фонду — американсько-українська організація «Медична клініка на колесах»).
Надає гуманітарну та консультативну допомогу, проводить профілактичну медичну роботу, постачає обладнання в лікарські установи, забезпечує хворих ліками тощо.
Консультативні центри «За життя» фонду у Тернополі, Кременці, Києві, Запоріжжі, Севастополі. Один з ініціаторів і керівників проекту «Медична клініка на колесах» — уродженець Тернопільщини С. Дудяк. Директор — Н. Лейпер.